# Селау
Селау (исл. Selá) — река в Исландии, протекает по региону Эйстюрланд и, небольшим участком верховья, по региону Нордюрланд-Эйстра. Формируется в горном регионе Диммифьядльгардюр, впадает в залив Вопна-фьорд Норвежского моря.

## Туризм
Селау одна из лучших рек для ловли лосося. Лосось может подниматься вверх по реке на расстояние около 20 км. Были созданы два рыбохода, добавляющие ещё около 18 км к маршруту, который могут пройти рыбы для метания икры. Первый рыбоход был построен в 1967 году, второй — в 2011 году. Селау посещает большое число исландских и иностранных туристов каждое лето.